# 2004년 부천국제판타스틱영화제
제8회 부천국제판타스틱영화제는 2004년 7월에 개최된 영화제이다. 부천시청 대강당, 부천 시민회관 대강당, 복사골 문화센터에서 개최되었으며 사회자 없이 김홍준 집행위원장의 진행으로 개막식을 치렀으며 올해는 특히 영화제 홍보대사인 페스티발 레이디도 폐지했다. 전체 영화를 대상으로 하는 아시아 영화상이 신설되었다.“탁월한 캐스팅으로 환상 무협 코미디를 놀라운 실력으로 결합했다”는 심사위원단의 평가를 받은 류승완 감독의 아라한 장풍대작전이 작품상과 관객상을 받았으며 전체 상영작을 대상으로 하는 아시아 영화상은 인도 영화인 카말 하산 감독의 비루만디가 받았다. 처음으로 포스트 페스티벌이라는 이름으로 영화제 사후 스크리닝 행사를 갖기도 했다. 그러나 자체 예매 시스템 구축의 미비로 인해 온라인 예매 첫날 대규모 소동이 벌어지는 등 영화제 전반의 인프라에 대한 미비로 인해 국제영화제로써의 인프라 확충이 시급하다는 평가를 들었다.

## 수상 및 후보

### 작품상(장편)
- 아라한 장풍대작전 - 류승완 수상

### 여우주연상(장편)
- 나의 자살을 도와줘 - 낫 와타나팟 수상

### 남우주연상(장편)
- 알트라 - 베누아 델핀 수상
- 알트라 - 구스타브 드 케르베른 수상

### 감독상(장편)
- 행복 택배 - 레오나르도 디 세자 수상

### 푸르지오 관객상
- 아라한 장풍대작전 - 류승완 수상

### 심사위원 특별상(장편)
- 녹차의 맛 - 이시이 카츠히토 수상

### 심사위원상(단편)
- 나의 부모님 - 넬러 레아나폴마 수상

### 관객상(단편)
- 나의 부모님 - 넬러 레아나폴마 수상

### 대상(단편)
- 굿바이 - 비토 로코 수상

### 부천 초이스(장편)
- 알트라 - 구스타브 드 케르베른
- 아라한 장풍대작전 - 류승완
- 가감보이 - 에릭 마티
- 행복 택배 - 레오나르도 디 세자르
- 정육점의 비밀 - 앤더스 토머스 옌센
- 별볼일 없는 남자들 - 나리만 투레바예프
- 나의 자살을 도와줘 - 소사폴 시리위와트
- 니나 - 헤이토르 달리아
- 녹차의 맛 - 이시이 카츠히토
- 언데드 - 피터 스피어리그 외 1명

### 부천 초이스(단편)
- 웃음을 참으면서 - 김윤성
- 핑거프린트 - 조규옥
- 굿바이 - 비토 로코
- 할리우드 - 안토니오 투블렌
- 포르노 설전 - 티 아더 코텀
- 나의 부모님 - 넬러 폴마
- 전쟁 포로 - 시바타 다이스케
- 지갑 - 벵상 비에르와에르

### 판타스틱 단편 걸작선
- 작업의 역사 - 타파니 비킬라
- 장갑차 프로젝트 - 박지환
- 죽이는 시나리오 - 파리드 드바
- 갈림길 - 샘 토이
- 지구인 되기 - 정장환
- 하녀 길들이기 - 휴고 마자
- 어른들이 사라진 마을 - 마이클 스트로드
- 은하철도 72 - 에스펜 비다르
- 빵 - 송미나
- 바다의 제왕 - 김정중
- 돈의 흐름 - 숀 앤드류스
- 할아버지의 치즈 - 카라 밀러
- 순흔 - 박현진
- 순환 - 빅토르 가르시아
- 위험 구역 - 딜런 킬링
- 신음소리 감별법 - 요시다 다이하치
- 조우 - 전선영
- 엔드리스 타겟 - 유주현
- 내선 21번 - 리지 옥시비
- 극동 아파트 - 마리코 테츠야
- 살들의 공격 - 영 록 만
- 아시아에서 최고로 산다는 것 - 박수영
- 프랑스식 사체유기법 - 니콜라스 쟈케트
- 프리카스 - 마르탱 크레이시
- 푸콘 패밀리 - 이시바시 요시마사
- 그녀의 정원손질법 - 제시카 와이그만
- 즐거운 우리집 - 엄혜정
- 폴라로이드 작동법 - 김종관
- 우유부단 - 찰스 바커
- 인비져블 1: 숨은 소리 찾기 - 유준석
- 운전면허 따기 - 시바타 다이스케
- 차가운 열정 - 롤랑 르탕
- 리틀 빅 헤드 - 데이비스 샌드로이터
- 룰루는 여기서 산다 - 헤이젤 그라이언
- 마니파이 - 호르헤 다야스
- 메리 크리스마스 펠릭스! - 이자벨라 리벤
- 사물의 윤회 - 살바도르 말도날도
- 악몽 - 청 카토
- 코 - 제라드 크로울리
- 견제부자 - 홍성혁
- 페니스 엔비 - 박미나
- 푸줏간 남자 - 데이빗 페이턴
- 라디오 드림스 - 윤지원
- 슬픈 월요일 - 이병곤
- 72개의 가면 - 마크 웨이츠
- 그녀의 침묵 - 사토 토모야
- 좁아! - 게이르 헨닝 호프랜드
- 썸바디 - 안종혁
- 슈퍼맨의 비애 - 정인옥
- 에릭 이야기 - 매티어스 고칼프
- 썬크림 - 크리스토프 르 보르느
- 사랑하는 소녀 - 김종관
- 갈증 - 이경식
- 세 사람 - 최숭기
- 나의 애완동물 - 에밀리 만텔
- 아기 나무 - 이지윤 외 3명
- 주차장 어페어 - 타이카 와이티티
- 사유리네 가족 - 키무라 타카시
- 13 병동 - 피터 콘웰
- 주자가 고독할 때 - 김종국
- 원숭이의 해 - 울로 피코프
- 아토피 형사 - 이구치 노보루
- 형사의 길 - 후지타 히데유키
- 실록 키티 형사 - 오자와
- 아기 코끼리 형사 - 츠다 칸지
- 커밍아웃 형사 - 타나카 요지
- 유령 형사 - 구로사와 기요시
- 배덕 미즙 형사 - 혼다 류이치
- 잊을 수 없는 형사들 - 시노자키 마코토
- 따로 또 같이 - 허진호
- 스무켤레 - 유영식
- 순수 - 오병철
- 이 공을 받아줘 - 김태용

### 질주환상
- 김소영
- 섰다 - 김의석
- 투 더 21st - 장현수
- 스무 고개 - 이수연
- 이십세법 - 조민호
- 이공 - 박경희
- 편의점 2시 - 김태균
- 사랑을 찾아서 - 이용배
- 네이버후드 - 황규덕
- 내게 너무나 이쁜 당신 - 정병각
- 레이스 - 권칠인
- 비밀과 거짓말 - 민규동
- 싱크 & 라이즈 - 봉준호
- 스무살 - 박기용
- 20mm 두꺼운... - 이현승
- 스무살의 모바일 퀸 - 이영재

### 월드 판타스틱 시네마
- 만가타로 단막극 - 야마구치 유다이
- 쇼와 가요 대전집 - 시노하라 테츠오
- 보디가드 - 페치타이 웡캄라오
- 가킨초 록 - 마에다 테츠
- 오늘의 사건 사고 - 유키사다 이사오
- 용감위 2003 - 곡덕소
- 페스티벌 익스프레스 - 로버트 스미턴
- 이노센스 - 오시이 마모루
- 칼잡이 긴지 - 미야사카 타케시
- 공 - 배태수
- 고리 고리 할렐루야 - 수 코코란
- 보이지 않는 세계 - 장-미셸 루
- 누가 요니를 삽으로 때렸나 - 옌스 리엔
- 조제, 호랑이 그리고 물고기들 - 이누도 잇신
- 베아의 첫날밤 소동 - 페테르 내스
- 저스트 두 잇 - 프란체스코 아폴로니
- 키사라즈 캐츠아이 - 카네코 후미노리
- 미로 - 르네 만조르
- 치사량 - 사이몬 드 셀바
- 그동네 사람들 - 그레그 페이지
- 요술 장갑 - 마르틴 레즈트만
- 마술사 롱택샘의 일생 - 앤 마리 플레밍
- 요야회랑 - 이지초
- 악취미의 밤 - 얀 둔스
- 왕각흑야 - 얼퉁성
- 우리 식구는 못말려 - 페르투 레파
- 퍼펙트 스트레인저 - 게일린 프레스턴
- 약제사 - 쟝 베베르
- 프로테우스 - 존 그레이슨 외 1명
- 라구 로미오 - 라자 카푸르
- 남자들의 광기 - 조이 이시이
- 산타 스모크 - 크리스 발렌티엔 외 1명
- 사이언스 픽션 - 프란츠 뮐러
- 노래하는 탐정 - 키스 고든
- 타말라 2010 - 우주의 펑크캣 - 톨
- 테드 번디 - 매튜 브라이트
- 시간의 도망자들 - 엔리크 폴치
- 툴박스 머더 - 토브 후퍼
- 진실 게임 - 6층의 숨은 방 - 황진진
- 비루만디 - 카말 하산
- 넥스트 라이프 - 마뉴엘 구티에레즈 아라곤
- ...ing - 이언희
- 인형사 - 정용기
- 오! 브라더스 - 김용화
- 쇼우 미 - 임필성 외 2명
- 말죽거리 잔혹사 - 유하

### 패밀리 판타
- 눈이 먼 낙타 - 비노드 가나트라
- 블리자드 - 레버 버튼
- 홈런 - 잭 네오
- 카트 레이서 - 스튜어트 길라드
- 베른의 기적 - 손케 보르트만
- 개와 함께 걸어봐요 - 시노자키 마코토
- 아홉살 인생 - 윤인호
- 제브라맨 - 미이케 다카시
- 체리 따먹기 - 그레가 마스트낙
- 당근 파이 음악회 - 헤이키 에르니츠 외 1명
- 눈사람, 내 친구 - 세실리아 마렝
- 남극 낚시통신 - 니콜라스 브로
- 우리 가족의 걱정은 - 카린느 타르디유
- 오늘이 - 이성강
- 폭풍의 밤 - 미셸 르미외
- 빵과 꿀의 사랑 이야기 - 기욤 콜롱브
- 내가 아는 흰 난쟁이 - 김희성

### 특별전
- 토끼와 거북이 - 야마모토 사나에
- 쇼짱의 모험
- 귤을 실은 배 - 오푸지 노부로
- 분부쿠 차솥 - 무라타 야스지
- 꽃피우는 할아버지 - 무라타 야스지
- 동물 올림픽 대회 - 무라타 야스지
- 혹부리 영감 - 무라타 야스지
- 타로씨의 기차 - 무라타 야스지
- 검은 고양이 - 오푸지 노부로
- 하늘의 모모타로 - 무라타 야스지
- 봄의 노래 - 오푸지 노부로
- 원숭이의 풍어 - 무라타 야스지
- 여우와 너구리의 대결 - 오이시 이쿠오
- 노라쿠로 하사 - 무라타 야스지
- 달 궁전의 여왕님 - 무라타 야스지
- 본스케의 봄 - 오이시 이쿠오
- 산키치와 오사요 - 세오 미츠요
- 선술집에서 하룻밤 - 무라타 야스지
- 강아지 헤이헤이와 보물상자 - 오푸지 노부로
- 벤케이 대 우시와카 - 마사오카 켄조
- 킨타로의 체육일기 - 아시다 이와오
- 우리들의 해병단 - 가타오카 요시타로
- 카구야 공주 - 아라이 카즈고로
- 바다 독수리 모모타로 - 세오 미츠요
- 스파이 격멸 - 야마모토 사나에
- 마보의 낙하산 부대 - 치바 요지
- 투구육탄전 - 쿠와타 료타로
- 일본 만세 - 아라이 카즈고로
- 마법의 펜 - 쿠마가와 마사오

### 벚꽃 - 봄의 환상
- 마사오카 켄조
- 성냥팔이 소녀 - 아라이 카즈고로
- 숲속의 소동 - 마에다 하지메
- 눈 내리는 밤의 꿈 - 오푸지 노부로
- 큰 도끼 짊어지고 - 후루사와 히데오
- 동물 대야구전 - 야부시타 타이지
- 숲의 음악회 - 아시다 이와오
- 꽃과 나비 - 오푸지 노부로
- 단고 베에의 사건일지, 열려라 참깨 편 - 오푸지 노부로
- 태평스런 야마자키씨 - 키무라 하쿠산
- 시오바라 타스케 - 키무라 하쿠산
- 꿈의 우라시마 - 키무라 하쿠산
- 손오공 이야기 - 오푸지 노부로
- 일본 제일의 모모타로 - 야마모토 사나에
- 타로씨의 모험 촬영 - 야마모토 사나에
- 사루 마사무네 - 무라타 야스지
- 마을 축제 - 오푸지 노부로
- 차메코의 하루 - 니시쿠라 키요지
- 너구리 엿장수
- 차솥의 춤 - 마사오카 켄조
- 반단 에몽, 괴물퇴치 편 - 가타오카 요시타로
- 카이코쿠 타로, 신일본도 만세 - 아시다 이와오
- 마보의 대서커스 - 치바 요지
- 바그다드의 공주 - 아시다 이와오
- 톡시 묵시록 - 가브리엘 프리드먼
- 카니발 더 뮤지컬 - 트레이 파커
- 슈퍼 히어로 - 로이드 카우프만
- 크래퍼 테일즈 - 로이드 카우프만
- 톡식 어벤저 - 로이드 카우프만
- 톡식 어벤저 2 - 로이드 카우프만
- 트로미오와 줄리엣 - 로이드 카우프만
- 네크로맨틱 - 요르그 부트게라이트
- 네크로맨틱 2 - 요르그 부트게라이트
- 슈람 - 요르그 부트게라이트
- 시체 애호의 예술 - 요르그 부트게라이트
- 핫 러브 - 요르그 부트게라이트
- 히틀러 벙커의 대학살 - 요르그 부트게라이트
- 캡틴 베를린 - 요르그 부트게라이트
- 공포의 천국 - 요르그 부트게라이트
- 나의 아빠 - 요르그 부트게라이트
- 대자객 - 장철
- 자마 - 장철
- 철수무정 - 장철
- 유성호접검 - 초원
- 성성왕 - 하몽화
- 스잔나 - 하몽화

### 회고전
- 춘몽 - 유현목

### 특별상영
- 원자탄 폭격
- 짐승의 피 - 조르주 프랑주
- 코즈믹 레이 - 브루스 코너
- 색채 댄스 - 에드 엠쉬일러
- 중지된 필름 - 스탠 브래키지
- 불꽃 - 케네스 앵거
- 변형 시간의 의례 - 마야 데렌
- 사이언스 프릭션 - 스탠 반 데르 비크
- 요약된 시편 - 시드니 피터슨 외 1명
- 풀 마이 데이지 - 앨프레드 레슬리 외 1명
- 위지의 뉴욕 - 아서 위지 펠릭
- 전복 예술로서의 영화: 에이모스 보겔과 시네마 16 - 폴 크로닌